# Kaninchenfloh
Der Kaninchenfloh (Spilopsyllus cuniculi) ist ein blutsaugender Ektoparasit bei Kaninchen und Hasen, er kann gelegentlich auch Hunde und Katzen befallen. Der Parasit ist in Europa und Nordwestafrika verbreitet und wurde auch nach Australien verschleppt. Er ist der einzige Vertreter der Gattung Spilopsyllus und schädigt den Wirt durch Blutentzug, Gewebsschädigung und Beunruhigung. Zudem ist er ein  wichtiger Vektor der Myxomatose. Gelegentlich kommen auf Kaninchen auch andere Flöhe vor, vor allem der Katzenfloh, der Hundefloh und der Hühnerfloh Echidnophaga gallinacae.

## Merkmale
Die Adulten sind dunkelbraun, Weibchen etwa 1,5 bis 2,3 mm lang, Männchen etwas kleiner. Augen sind vorhanden, unter ihnen sind zwei kräftige Dornen ansgebildet. Beide Geschlechter besitzen einen Stirnhöcker. Das Genalctenidium hat vier bis sechs schräge Stacheln. Das Sternum VII der Weibchen hat einen bauchseitigen Lappen. Die runde Basis (Bulga) der Spermathek ist etwas länger als breit, ihr enger Hals (Hilla) länger als die Bulga. Im Vergleich zu anderen Flöhen ist der Kaninchenfloh relativ träge.

## Entwicklungszyklus
Der Hauptübertragungsweg ist der von der Mutter auf ihre Nachkommen. Bei niedrigen Temperaturen kann der Kaninchenfloh bis zu neun Monate ohne Nahrungsaufnahme überleben. Er sitzt vor allem an den Ohren der Kaninchen und Hasen. Die Flöhe verweilen lange mit ihrem Saugrüssel im Wirt. Zum Ende der Trächtigkeit der Häsin stimulieren Östrogene und Kortisol, wie sie etwa 10 Tage vor der Geburt auftreten, das Flohweibchen zur Eiproduktion und die Hodenentwicklung der Männchen. Die Entwicklungszyklen sind also zwischen Wirt und Parasit synchronisiert. Die Parasiten wandern in das Gesicht und von dort auf die Neugeborenen. Duftstoffe (Kairomone) der Kaninchenjungen und aus ihrem Urin stimulieren die Kopulation der Flöhe und steigern ihre Nahrungsaufnahme um das Fünffache. Kurz nach Übergang auf die Neugeborenen findet die Eiablage statt. Die daraus schlüpfenden Larven ernähren sich von organischen Substanzen im Nest, reifen zwischen 15 und 45 zu den Adulten und besiedeln dann den Kaninchennachwuchs bevor dieser das Nest verlässt.
Hunde und Katzen stecken sich beim Jagen von Kaninchen mit dem Parasiten an, hier sitzt der Kanichenfloh vorzugsweise im Gesicht und am Ohrrand.